# Słupsk
Słupsk (tysk. Stolp) er en polsk by med omkring 100.000 indbyggere. Byen ligger i det nordlige Polen (i Pomorskie voivodskab) ca. 20 km fra Østersøen.
En ravbjørn blev i 1887 fundet nær byen. Bjørnen endte efter anden verdenskrig i Stralsund, men er nu på museum i Szczecin.

## Venskabsbyer
Słupsk har flere venskabsbyer:
- Carlisle, England/Storbritannien (siden 1987)
- Vantaa, Finland (siden 1987)
- Flensborg, Tyskland (siden 1988)
- Arkhangelsk, Rusland (siden 1989)
- Bari, Italien (siden 1989)
- Buchara, Usbekistan (siden 1994)
- Vordingborg, Danmark (siden 1994)
- Cartaxo, Portugal (siden 2007)
- Ustka, Polen (siden 2007)
- Grodno, Hviderusland (siden 2010)